# Nagykanizsa
Nagykanizsa ([ˈnɒckɒniʒɒ], en allemand : Großkirchen, Groß-Kanizsa ; en croate : Kaniža ; en turc : Kanije ; en serbe : Velika Kanjiža ou Велика Кањижа, anciennement en français Canisha ou Canise) est une localité hongroise, située dans le comitat de Zala. Elle comptait 46 649 habitants en 2019. Elle est souvent appelée Kanizsa (nagy signifiant « grand »).
Son centre est situé à 35 km au Sud-Ouest du lac Balaton; la frontière croate à 16 km.

## Histoire
Le nom Kanizsa provient du slave (Knysa) qui signifie « appartenant à un prince ». Il fut mentionné pour la première fois en 1245. La famille Kanizsai fait bâtir un château rectangulaire sur un îlot de la rivière Kanizsa. La ville et le château connurent leur apogée dans la première moitié du XVIe siècle, quand Kanizsa devint un haut lieu du commerce avec l'Italie et la Styrie.
Szigetvár et Kanizsa devinrent les principales forteresses du sud-ouest de la Hongrie. Quand les armées ottomanes prirent le château en 1571, les habitants s'enfuirent de la ville. Le château devint le siège d'un vilayet jusqu'en 1690.
La ville perdit de son importance stratégique après le départ des Ottomans et le Conseil de guerre de Vienne fit démolir le château en 1702. Au début du XVIIIe siècle, les châtelains firent venir des Allemands, des Croates et des Serbes pour repeupler la ville désertée.
En 1765, Lajos Batthyány, comte palatin de Hongrie, fit venir des Piaristes qui ouvrirent une école et un lycée. La première école de commerce de Transdanubie fut ouverte à Nagykanizsa ; elle devint une université en 1895.
De nombreux anciens étudiants de cette université devinrent célèbres tels Benedek Virág, Pál Király, Ferenc Deák, Károly Kaán, Sándor Hevesi et Ferenc Mező.
Nagykanizsa connut une nouvelle phase d'intense développement dans les années 1860. Les voies ferrées reliant Nagykanizsa à Vienne, Budapest et Rijeka furent construites à ce moment-là. L'industrie et les banques se développèrent : quatre banques régionales, une banque austro-hongroise et une banque anglo-hongroise ouvrirent des bureaux dans la ville. Le téléphone interurbain fut inauguré en 1895. Un hôpital fut également ouvert cette année-là.
Des casernes furent construites durant la Première Guerre mondiale. Cela entraina la construction d'un réseau de distribution d'eau.

Kanizsa devint une ville moderne dotée d'un réseau d'égouts et de rues pavées. Mais, le Traité de Trianon qui conclut la Première Guerre mondiale eut des conséquences désastreuses pour la ville. Kanizsa devint une ville frontière coupée de sa zone de chalandise au sud et à l'ouest. Heureusement, dans les années 1930, la découverte de gisements de pétrole par l’Eurogasco (European Gas and Electric Company) permit à la ville de se reprendre. Nagykanizsa devint le principal centre de la production pétrolière hongroise.
La brasserie de Kanizsa retrouva sa réputation de produire l'une des meilleures bières du pays. Kanizsa Trend se développa et devint un fabricant de meubles connu dans toute l'Europe. L'entreprise de lampes qui allait devenir Tungsram fut fondée en 1965. Elle appartient aujourd'hui à General Electric et constitue l'une des principales usines de fabrication d'ampoules au monde.
Le parc Károlyi, de belles places et un lac destiné au canotage font partie des attraits de Kanizsa.

## Population
| 2013   | 2014   | 2018   | 2019   | 2021   |
| ------ | ------ | ------ | ------ | ------ |
| 49 070 | 48 664 | 46 866 | 46 649 | 45 428 |

| 2022   | 2023   | 2024   | - | - |
| ------ | ------ | ------ | - | - |
| 43 228 | 43 188 | 42 502 | - | - |

## Transports

### Transport routier
Nagykanizsa est accessible depuis Budapest et Letenye par la route principale 7 et l' autoroute M7, depuis Kaposvár par la route principale 61 et depuis Zalaegerszeg par la route principale 74.

### Transport ferroviaire
La gare de Nagykanizsa est une plaque tournante ferroviaire, car lignes importantes du réseau ferroviaire national s'y croisent: la ligne de Székesfehérvár à Gyékényes, a destination de Budapest et Pécs, et la ligne de Szombathely à Nagykanizsa à destination de Szombathely. 
En été, il existe des trains internationaux directs vers la Croatie, avec des gares terminus à Rijeka et Split.

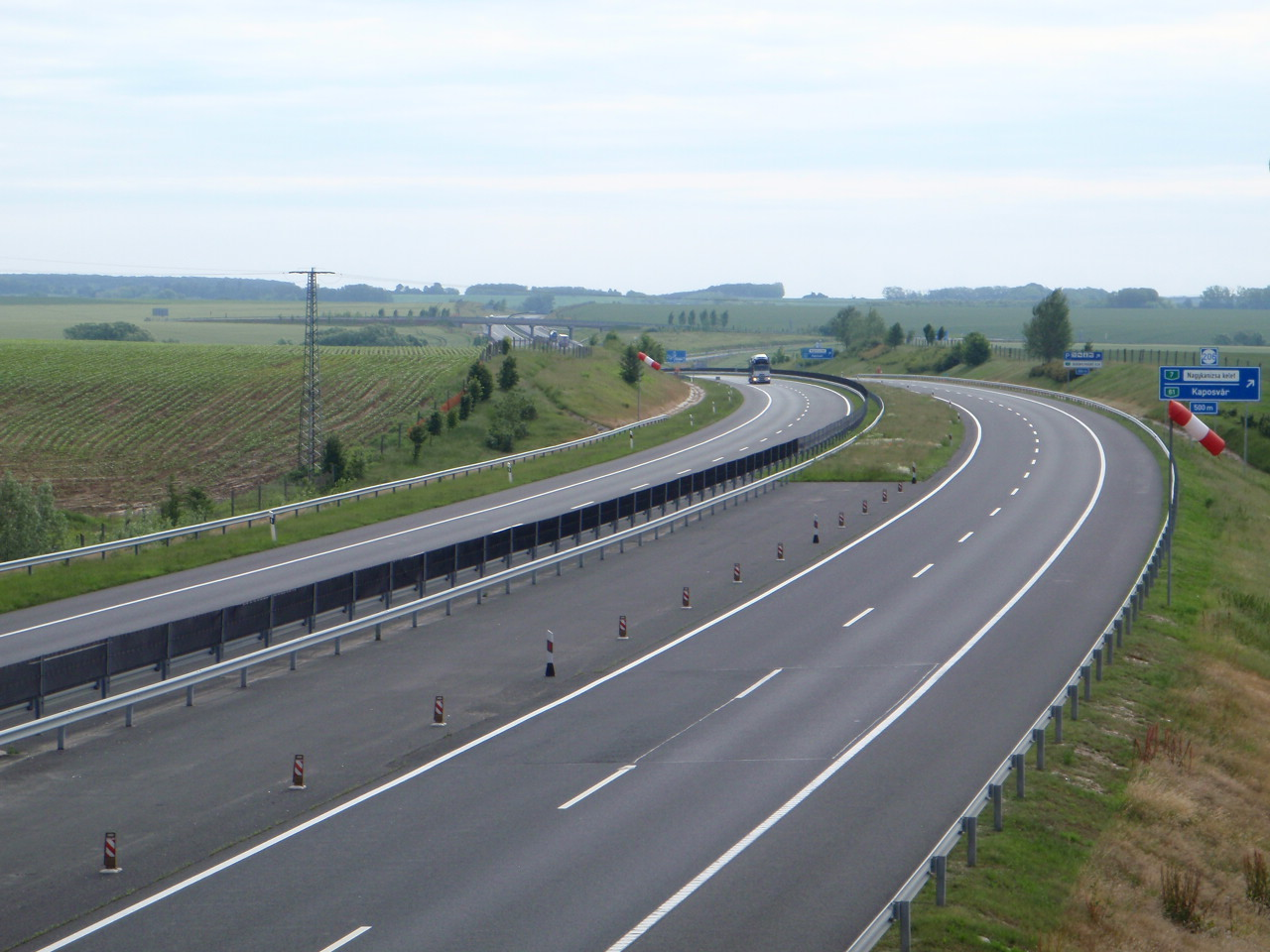
La M7 à Nagykanizsa.
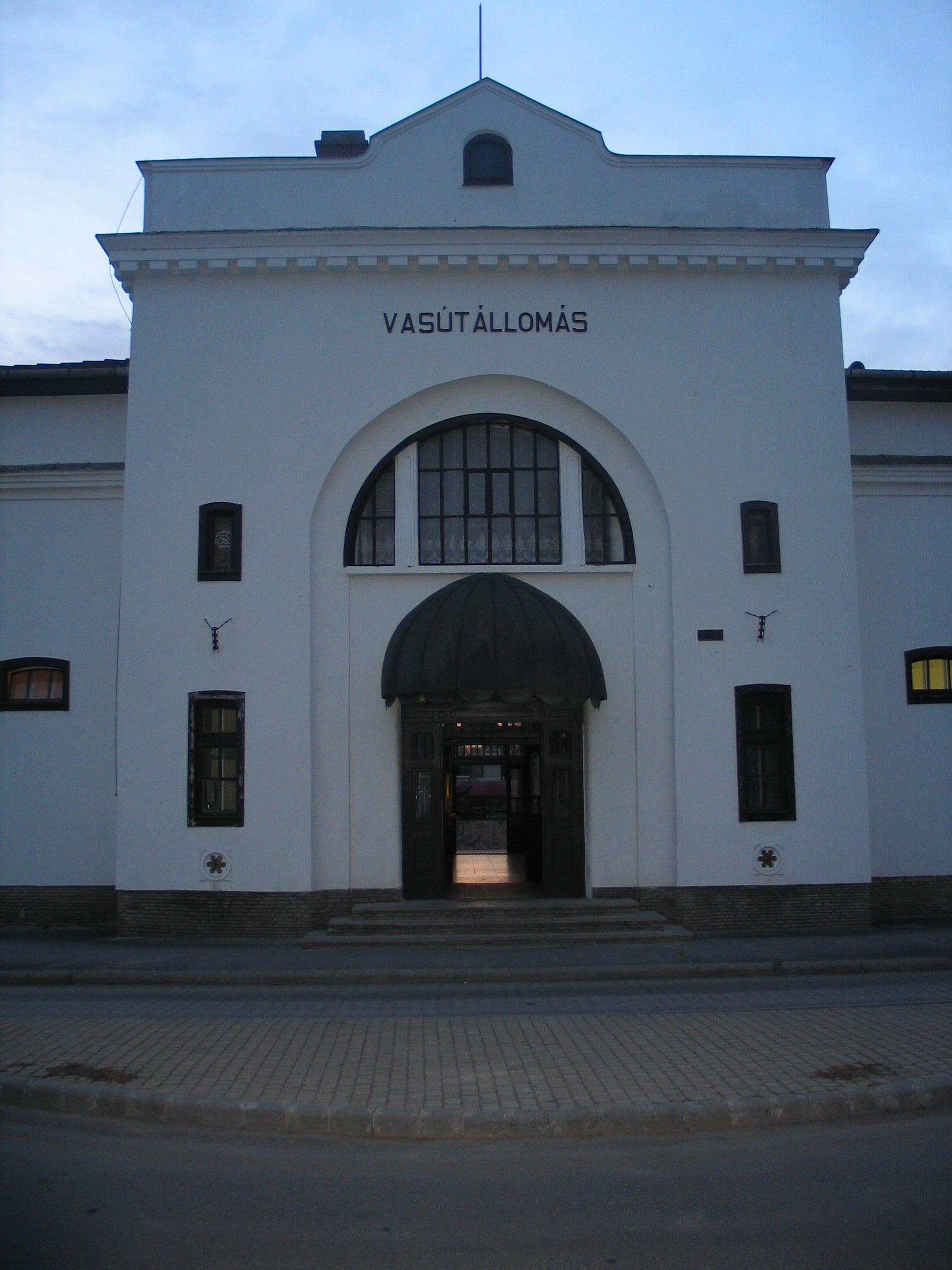
La gare de Nagykanizsa.
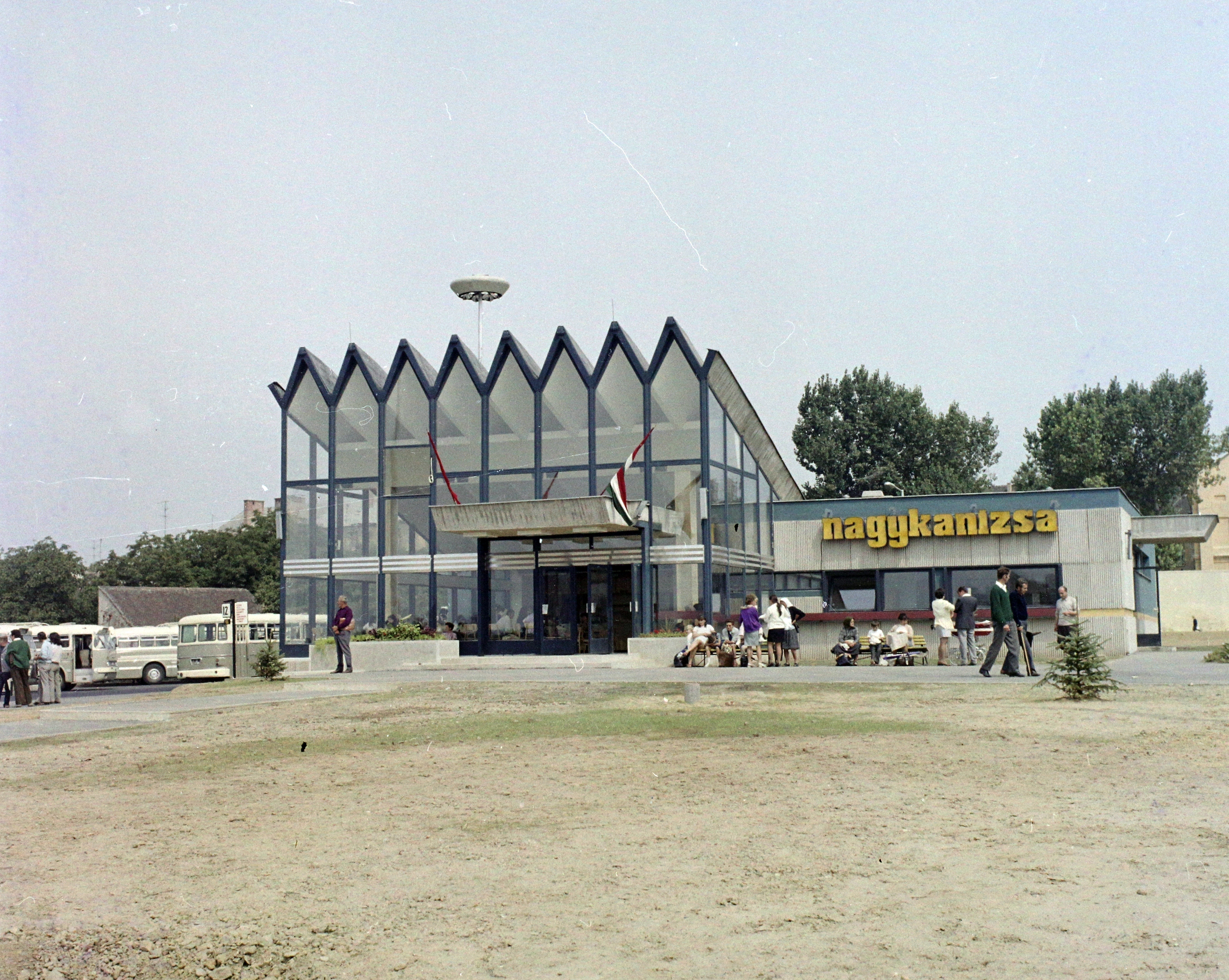
La gare routière.

## Jumelages
La ville de Nagykanizsa est jumelée avec :
| Ville | Ville        | Pays | Pays      | Période          |
| ----- | ------------ | ---- | --------- | ---------------- |
|       | Acre         |      | Israël    |                  |
|       | Covasna      |      | Roumanie  |                  |
|       | Gleisdorf    |      | Autriche  |                  |
|       | Kanjiža      |      | Serbie    |                  |
|       | Kazanlak     |      | Bulgarie  |                  |
|       | Königsee     |      | Allemagne |                  |
|       | Puchheim     |      | Allemagne |                  |
|       | Salo         |      | Finlande  |                  |
|       | Shijiazhuang |      | Chine     |                  |
|       | Togliatti    |      | Russie    | depuis juin 1998 |
|       | Čakovec      |      | Croatie   |                  |

## Personnalités liées à la ville
- Kanijeli Siyavuş Pacha, grand vizir ottoman entre 1582 et 1593
- Gyula Wlassics (1852-1937) homme politique
- Sigmund Romberg (1887-1951) compositeur américain d'origine hongroise, décédé à Hartsdale, New York
- Ferenc Farkas (1905–2000) compositeur
- Ferenc Fejtő (François Fetjö) (1909-2008) journaliste & écrivain français d'origine hongroise
- Ernő Buda (1921-2005) ingénieur dans l'industrie pétrolière
- János Rózsás (1926-2012) écrivain
- Lajos Balázsovits (1946-2023), acteur
- Veronika Ádám (1949-) biochimiste
- Zsuzsanna Laky (1984-), miss Hongrie 2002 puis miss Europe 2003

## Galerie de photos

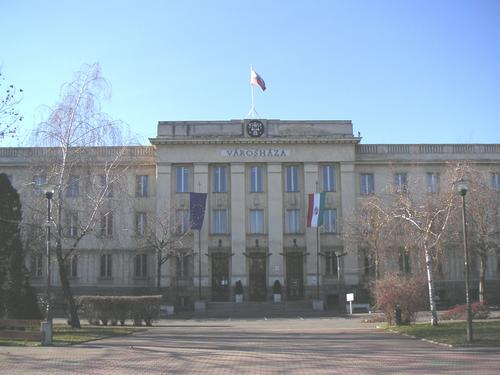
La place Erzsébet avec l'Hôtel de Ville.
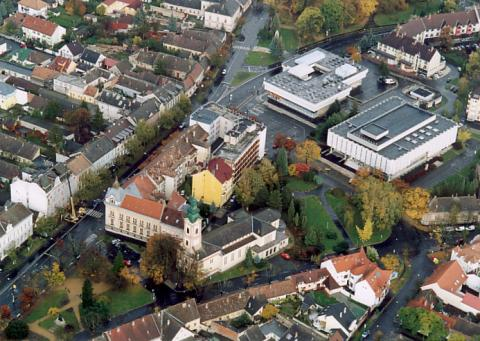
Vue aérienne.
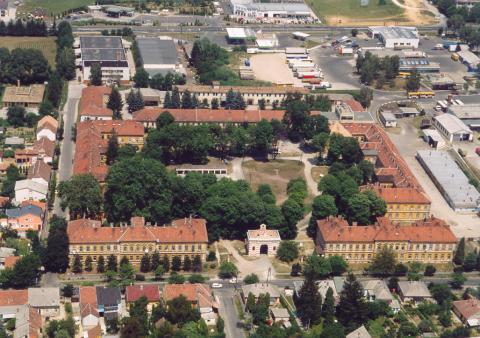
L'ancienne caserne de l'archiduc Joseph dans la rue Dózsa György.
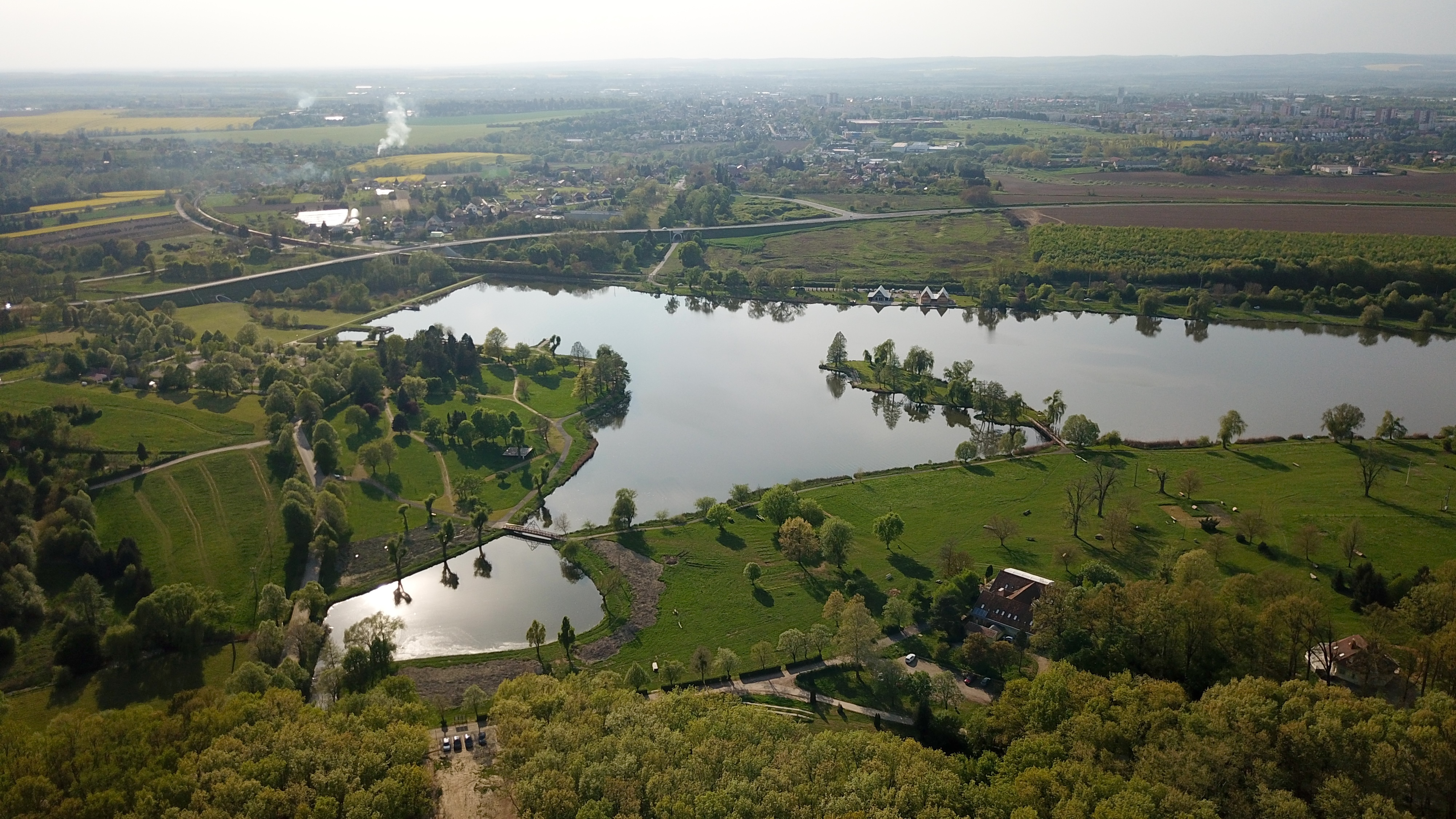
Le Lac de Canotage.

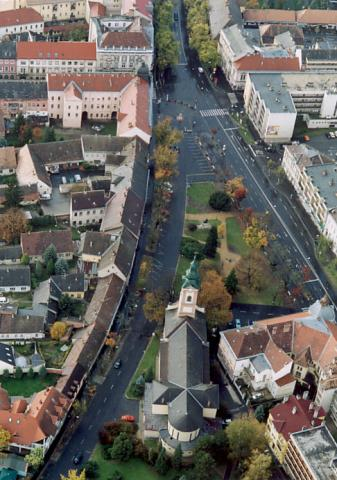
Église catholique.
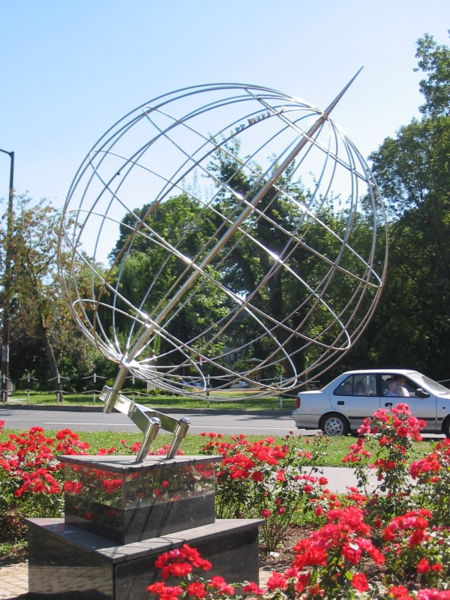
Le monument de la 17e longitude Est[9].
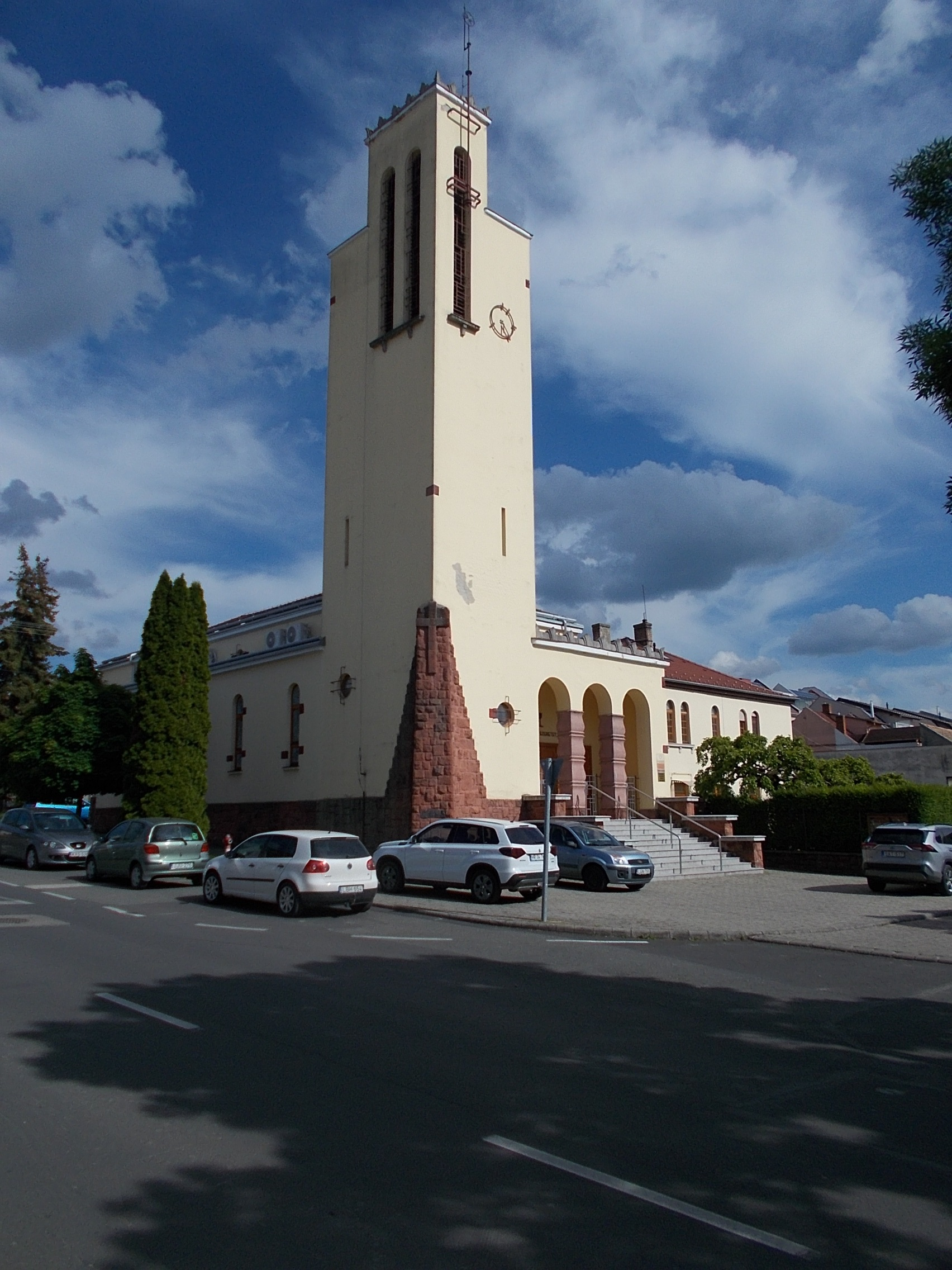
Place Calvin.
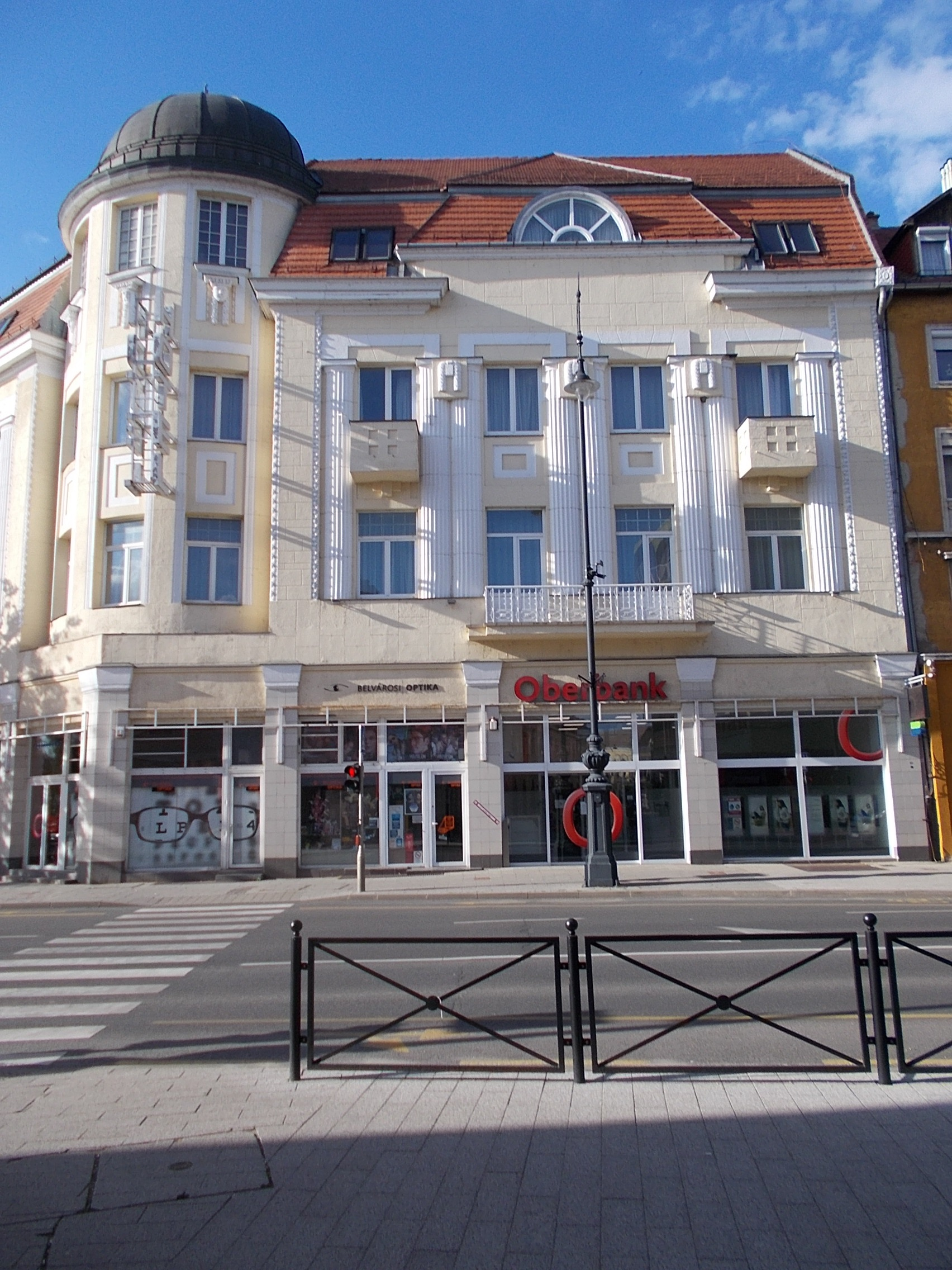
Hôtel Central.